# Hans-Georg Krause
Hans-Georg Krause (* 5. März 1926 in Zerbst/Anhalt) ist ein deutscher Historiker.

## Leben
Nach der Promotion (Das Papstwahldekret von 1059 und seine Rolle im Investiturstreit) am 8. Juni 1955 in Hamburg war er wissenschaftlicher Assistent und Oberstudienrat im Hochschuldienst 1963–1969, Akademischer Oberrat und Dozent 1969–1977, wissenschaftlicher Rat und Professor an der Universität Hamburg 1977 bis zur Emeritierung 1991.